# Requiem (Donizetti)
La Messa da requiem in re minore (1835) è una rappresentazione musicale della messa funebre cattolica (Requiem) del compositore italiano d'opera Gaetano Donizetti. L'esecuzione nella partitura è affidata a cinque solisti (SATB e un baritono), coro misto e orchestra, e dura circa 62-75 minuti.

## Storia
Iniziata nell'ottobre 1835 per commemorare la morte dell'amico e rivale di Donizetti Vincenzo Bellini a Napoli, l'opera rimase incompiuta (probabilmente a causa dell'impossibilità del compositore di dirigerla a dicembre, in quanto non era in città). Fu eseguita per la prima volta nel 1870 a Lucca in una versione vocale con arrangiamento di organi. La prima esecuzione conosciuta della partitura completa ebbe luogo lo stesso anno nella nativa Bergamo di Donizetti, nella Basilica di Santa Maria Maggiore, sotto la direzione di Alessandro Nini. Fu ripetuta nel 1875 in occasione della traslazione dei resti di Donizetti e del suo maestro Simon Mayr a Santa Maria Maggiore; poi nel centenario della nascita di Donizetti (1897) e della morte (1948, direzione di Gianandrea Gavazzeni). 
Il manoscritto è tenuto nel Conservatorio di San Pietro a Majella (Napoli). Nel 1974 Vilmos Leskó realizzò una nuova edizione Ricordi del Requiem, e da allora divenne una delle più importanti composizioni non operistiche di Donizetti. Potrebbe avere anche influenzato Giuseppe Verdi nel suo Requiem (1873-1874), se ne fosse venuto a conoscenza. 
Il Requiem per Bellini è una delle quattro composizioni Requiem di Donizetti, ma l'unica sopravvissuta fino ai giorni nostri. Tra le altre c'erano un Requiem per Niccolò Zingarelli (composto nel 1837 in 3 giorni) e un Requiem per Lorenzo Fazzini (eseguito a San Ferdinando, Napoli, il 7 novembre 1837).
Il Requiem di Donizetti venne eseguito al Piazzale del Cimitero monumentale di Bergamo il 28 giugno 2020, per commemorare le vittime della pandemia del coronavirus.
Nel 2023 il musicologo tedesco Guido Johannes Joerg ha pubblicato un'edizione Urtext testuale critica della Messa di Requiem (Stuttgart: Carus-Verlag). Nella prefazione alla partitura,  il curatore spiega la genesi e la ricezione della Messa di Requiem, la colloca nel contesto delle altre ambientazioni (perdute) del Requiem di Donizetti e corregge una serie di giudizi e pregiudizi che si sono insinuati negli anni. Ad esempio, chiarisce la genesi delle similitudini melodiche tra le ambientazioni del Requiem di Donizetti, Teodulo Mabellini e Verdi.

## Struttura
Per la sua impostazione, Donizetti ha usato il tradizionale testo latino Requiem. La sezione iniziale di Requiem aeternam è preceduta da un'introduzione orchestrale, la cui orchestrazione è andata perduta. Segue un graduale (In memoria aeterna). Mentre Donizetti ha completato Sequentia e Offertorium, non vi è traccia di Sanctus, Benedictus e Agnus Dei, che si ritiene non siano mai stati composti. Il lavoro si conclude con Lux aeterna e Libera me. 
- I. Introduzione (41 misure di introduzione orchestrale e 143 misure). Requiem aeternam - Te decet - Requiem aeternam - Kyrie
- II. Graduale (97 misure). Requiem aeternam - In memoria aeterna
- III. Sequentia (910 misure). Dies irae - Tuba mirum - Judex ergo - Rex tremendae - Ingemisco - Praeces meae - Confutatis - Oro supplex - Lacrymosa [sic]
- IV. Offertorium (97 misure). Domine Jesu Christe
- V. Communio (37 misure). Lux aeterna
- VI. Responsorium (182 misure). Libera me - Tremens factus - Quando coeli - Dies irae e Dum veneris - Requiem aeternam - Libera me - Kyrie

## Edizioni
- Gaetano Donizetti. Messa di requiem : composta in memoria di Vincenzo Bellini (1835). Pubblicato sotto gli auspici della Donizetti Society, Londra, da Egret House, 1974
- Gaetano Donizetti. Messa di Requiem per Soprano, Contralto, Tenore, 2 solisti per basso, coro e orchestra misti in quattro parti. Testi in latino e inglese. Spartito pianoforte-vocale, a cura di Vilmos Leskó. Milano: Casa Ricordi, 1997 (numero di catalogo 131956)
- Gaetano Donizetti. Messa di Requiem per soli, coro e orchestra a cura di Guido Johannes Joerg. Stuttgart: Carus-Verlag, 2023 (numero di catalogo CV 27.322). Partitura, riduzione per pianoforte, partitura per coro, parti.

## Discografia
- (1979/1980)[6] Viorica Cortez, Luciano Pavarotti, Renato Bruson, Paolo Washington ; Orchestra e coro Ente Lirico Arena di Verona (coro maestro Corrado Mirandola); direttore Gerhard Fackler - DECCA: LP (1980), CD (1992): 425 043-2
- (1984/1988) Cheryl Studer, Helga Müller-Molinari , Aldo Baldin, Jan-Hendrik Rootering, John-Paul Bogart ; Chor der Bamberger Symphoniker; Bamberger Symphoniker; direttore Miguel Ángel Gómez Martínez - Orfeo C 172 881 A
- (1997/1998) Tiziana K. Sojat, Jaroslava Maxová, Vittorio Giammarrusco, Zdeněk Hlávka, Marcel Rosca; Coro da camera di Praga; Virtuosi di Praga; direttore Alexander Rahbari - Koch Discover International DICD 920519
- (2017/2018) Carmela Remigio, Chiara Amarù, Juan Francisco Gatell, Andrea Concetti, Omar Montanari; Orchestra e Coro Donizetti Opera; direttore Corrado Rovaris; Dynamic CDS7813